# Турнеја Британских и Ирских Лавова по Јужноафричкој Републици 1997.
Турнеја Британских и Ирских Лавова по Јужноафричкој Републици 1997. (службени назив: 1997 British and Irish Lions tour to Australia) је била турнеја острвског рагби дрим тима по Јужноафричкој Републици 1997. Била је ово прва турнеја, после завршетка апартхејда. Лавови су победили са 2-1 у серији.

## Тим
Стручни штаб
- Менаџер Френ Котон, Енглеска
- Главни тренер Сер Ијан Роберт Макгикан, Шкотска
- Помоћни тренер Џим Телфер, Шкотска

Играчи
- Мартин Џонсон, Енглеска
- Нил Џенкинс, Велс
- Тим Стимпсон, Енглеска
- Нил Бек, Енглеска
- Џон Бентли, Енглеска
- Јуан Еванс, Велс
- Тони Андервуд, Енглеска
- Алан Бетмен, Велс
- Скот Гибс, Велс
- Вил Гринвуд, Енглеска
- Џереми Гаскут, Енглеска
- Алан Тејт, Шкотска
- Пол Грејсон, Енглеска
- Грегор Таунсенд, Шкотска
- Мет Досон, Енглеска
- Остин Хили, Енглеска
- Роб Хаули, Велс
- Пол Валас, Ирска
- Џејсон Леонард, Енглеска
- Грејам Ровнтри, Енглеска
- Том Смит, Шкотска
- Дерен Морис, Велс
- Том Смит, Шкотска
- Деј Јанг, Велс
- Марк Реган, Енглеска
- Бери Вилијамс, Велс
- Кит Вуд, Ирска
- Џереми Дејвидсон, Ирска
- Симон Шо, Енглеска
- Доди Веир, Шкотска
- Нил Бек, Енглеска
- Лоренс Далаглио, Енглеска
- Ричард Хил, Енглеска
- Ерик Милер, Ирска
- Скот Квинел, Велс
- Тим Родбер, Енглеска
- Роб Веинро, Шкотска
- Тон Стенџер, Шкотска
- Мајк Кат, Енглеска
- Кирен Брекен, Енглеска
- Тони Дипроус, Енглеска
- Најџел Редмен, Енглеска

## Утакмице
Истерн провинс - Лавови 11-39
Бордер - Лавови 14-18
Вестерн провинс - Лавови 21-38
Мпумаланга - Лавови 14-64
Нортенр трансвал - 35-30
Готенг лајонси - Лавови 14-20
Рут натал - Лавови 12-42
Емерџинг спрингбокси - Лавови 22-51
Спрингбокси - Лавови 16-25
Фри стејт - Лавови 30-52
Спрингбокси - Лавови 15-18
Нортенр фри стејт - Лавови 39-67
Спрингбокси - Лавови 35-16
| Победник турнеје 1997.   |
| ------------------------ |
| Британски и ирски лавови |

## Статистика
Највише поена
Тим Стимпсон 111 поена,
Највише есеја
Џон Бентли 7 есеја, Тони Андервуд 7 есеја
Највише поена против Јужне Африке
Нил Џенкинс 41 поена,
Највише есеја против Јужне Африке
Мет Досон 2 есеја

## Видео снимци
Мотивациони говор Џима Телфера.
The greatest Motavational speech EVER - 1997 Lions Rugby Tour - YouTube
Документарни филм посвећен турнеји британских и ирских лавова по Јужној Африци 1997.
Living with Lions - British and Irish Lions 97 South Africa Tour - YouTube
Славље Лавова
The 1997 British and Irish Lions, after winning South Africa - YouTube